# Geraldo Freire Soares
Geraldo Freire Soares, C.Ss.R. (Sertânia, 6 de janeiro de 1967) é um prelado católico brasileiro, desde 2022 é o bispo da Diocese de Iguatu.

## Dados biográficos
Nascido no dia 6 de janeiro de 1967, na cidade de Sertânia (PE), diocese de Pesqueira, padre Geraldo Freire Soares é filho de José Generoso Freire e Judite Freire Soares. É o terceiro de 10 irmãos.
Após a conclusão do antigo ginásio, fez curso técnico em contabilidade e, na sequência, cursou Licenciatura Plena em Matemática. Depois de concluído o curso superior, em 1991, decidiu participar dos encontros vocacionais da Congregação do Santíssimo Redentor – Redentoristas. Havia o desejo desde o final do curso ginasial, mas só concretizado em 1992.
No dia 5 de fevereiro de 1993, conduzido pelo seu pároco, o missionário redentorista holandês padre Estevão Kuijpers, iniciou sua caminhada formativa no aspirantado, em Garanhuns (PE). No ano seguinte, 1984, foi para o postulantado, no Recife (PE), fazendo complementação de disciplinas do curso de filosofia, no Instituto Salesiano (INSAF). No ano de 1995, fez o noviciado na cidade de Tietê (SP). A primeira profissão religiosa ocorreu no dia 11 de fevereiro de 1996, na igreja matriz de Nossa Senhora do Perpétuo Socorro, em Garanhuns.
Iniciou os estudos de Teologia no Instituto Franciscano de Teologia (Ifto), em Olinda (PE). Em 1997, foi transferido para a Província de São Paulo para continuar os estudos no Instituto Teológico São Paulo (Itesp). No dia 11 de fevereiro de 1999, na igreja matriz de Nossa Senhora do Perpétuo Socorro, Madalena, Recife, fez sua consagração perpétua na Congregação do Santíssimo Redentor. Terminados os estudos em São Paulo, retornou para a Vice Província no ano de 2000, morando na comunidade de Campina Grande (PB).
A ordenação diaconal foi celebrada no dia 7 de abril de 2000, na igreja matriz de Nossa Senhora do Perpétuo Socorro, Garanhuns, presidida pelo então bispo de Garanhuns, dom Irineu Scherer. No dia 1 de agosto, na paróquia de São José, em Cruzeiro do Nordeste, onde residem atualmente seus pais onde, Geraldo foi ordenado presbítero pelas mãos do então bispo diocesano de Pesqueira, dom Bernardino Marchió.
Em seu ministério sacerdotal, atuou em Campina Grande (PB); foi ecônomo da vice província do Recife; conselheiro provincial, de 2002 a 2004; e reitor do Aspirantado Redentorista, entre 2003 e 2004. No dia 20 de novembro de 2004, foi eleito superior provincial da Vice Província do Recife, sendo reeleito em 2007. Terminado o mandato, foi transferido, em 2011, para Arapiraca, com a missão de reitor do Aspirantado Redentorista e coordenador da Área Pastoral Cristo Redentor. No dia 08 de fevereiro de 2013, toma posse como Administrador paroquial na Paróquia do Sagrado Coração de Jesus, na Arquidiocese de Natal (RN). Foi nomeado, em 2014, pelo arcebispo de Natal, dom Jaime Vieira Rocha, como vigário episcopal para a Vida Religiosa.
Em novembro de 2014, foi eleito, pela terceira vez, superior provincial da Vice Província do Recife. Em outubro de 2018, foi nomeado pelo arcebispo de Aracaju (SE), dom João José da Costa, como administrador paroquial, na paróquia Nossa Senhora Aparecida. Em fevereiro de 2019, tomou posse como pároco na Paróquia do Santíssimo Redentor, na diocese de Penedo, em Arapiraca (AL), função que exerce atualmente, junto com a de superior da comunidade Religiosa Redentorista e formativa de Arapiraca. É também Membro do Conselho Presbiteral da diocese de Penedo.

## Episcopado
Foi nomeado pelo Papa Francisco bispo da Diocese de Iguatu no dia 4 de maio de 2022.
Foi ordenado bispo em 1 de julho de 2022 em Sertânia por Dom Bernardino Marchió, bispo emérito de Caruaru, assistido por Dom Francisco de Assis Gabriel dos Santos, C.SS.R., bispo de Campo Maior e por Dom José Luiz Ferreira Salles, C.SS.R., bispo de Pesqueira. A sua posse ocorreu em 6 de agosto de 2022.
Em 27 de abril de 2023, durante a 60° Assembleia Geral da CNBB, foi eleito secretário do Regional Nordeste 1 da CNBB (Ceará), para o quadriênio de 2023-2027.